# Anthony Williamsen
Anthony Williamsen (31 de janeiro de 1880 — 1956) é um ciclista olímpico estadunidense. Representou sua nação nos Jogos Olímpicos de Verão de 1904.